# Jean-Baptiste Forqueray
Jean-Baptiste-Antoine Forqueray (París, 3 d'abril de 1699 - ibídem, 15 d'agost de 1782) fou un compositor i gambista francès.

## Biografia
Fill del compositor Antoine Forqueray, Jean-Baptiste Forqueray va tenir una infantesa desgraciada, sent empresonat als 20 anys a la presó de Bicêtre, arran d'una denúncia del seu pare, qui es venjava així del dolorós procés de divorci que havia trencat el seu matrimoni. En desembre 1725, Antoine Forqueray va temptar de persuadir el regent d'expulsar al seu fils del regne de França. Afortunadament, els amics de Jean-Baptiste van intervenir, escrivint al rei que «sense cap dubte, el fill de Forqueray és víctima de la injustícia, de la crueltat, i de la gelosia evident del seu pare, davant els dots del seu fill. Antoine Forqueray no va ser pas penalitzat en cap manera, i va continuar rebent el seu salari de músic de la Cort fins a la seva mort, malgrat que a partir de 1733 no li va ser mai més exigit el compliment de les seves obligacions.
Jean-Baptiste Forqueray es va forjar una excel·lent reputació de concertista i de professor. El Mercure de França d'agost 1738 afirmava que ell era l'únic gambista capaç de tocar les peces de viola del seu pare (i altres semblants) amb prou perfecció.
Va succeir al seu pare com músic ordinari de la cambra del rei el 14 de setembre de 1742, i després va ser contractat príncep de Conti des de 1761 fins a la mort del príncep, en 1776, any al qual Forqueray es va retirar. Va ser professor de viola de la Princesa Henriette (filla de Lluís XV de França) i del Príncep Frederic Guillem de Prússia, futur Frederic II el Gran.
En 1747, Jean-Baptiste Forqueray va obtenir el privilegi de publicar 29 peces per a viola del seu pare i tres peces de la seva pròpia autoria; també va publicar la transcripció musical per clavecí de les mateixes peces. La pràctica de la transcripció era comú a l'època; el prefaci de moltes peces de viola ja indicava que es podien executar al clavecí. Moltes d'aquestes peces van ser compostes per famosos músics contemporanis: Couperin, Rameau, Leclair, Guignon, i el mateix Forqueray.
Jean-Baptiste Forqueray, qui va explotar la tècnica de la viola més que ningú dels seus predecessors, representa l'apogeu de la tradició francesa de la viola. La seva correspondència amb Frederic Guillem de Prússia és probablement la font més interessant del segle xviii pel que fa a la tècnica i la creació de la viola.

## Peces de clavecí (1747)
El títol precís és: Peces de Viola Compostes per Mr Forqueray el Pare Posades en Peces de Clavecí
- 1a suite
  - Allemande. La Laborde
  - La Forqueray
  - La Cottin
  - La Bellmont
  - La Portugaise
  - La Couperin

- 2a suite
  - La Boucon
  - La Mandoline
  - La Du Breüil
  - La Leclair
  - La Buisson. Chaconne

- 3a suite
  - La Ferrand
  - La Régente
  - La Tronchin
  - La Angrave (*)
  - La Du Vaucel (*)
  - La Eynard
  - La Morangis ou la Plissay (*)

- 4a suite
  - La Marella
  - La Clément
  - Sarabande, La D'Aubonne
  - La Bournonville
  - La Sainscy
  - Le Carillon de Passy
  - La Latour

- 5a suite
  - La Rameau
  - La Guignon
  - La Léon. Sarabande
  - La Boisson
  - La Montigni
  - La Sylva
  - Jupiter

(*) Peces de Jean-Baptiste-Antoine